# Carludovica rotundifolia
Carludovica rotundifolia är en enhjärtbladig växtart som beskrevs av Hermann Wendland och Joseph Dalton Hooker. Carludovica rotundifolia ingår i släktet Carludovica och familjen Cyclanthaceae. Inga underarter finns listade.

## Bildgalleri

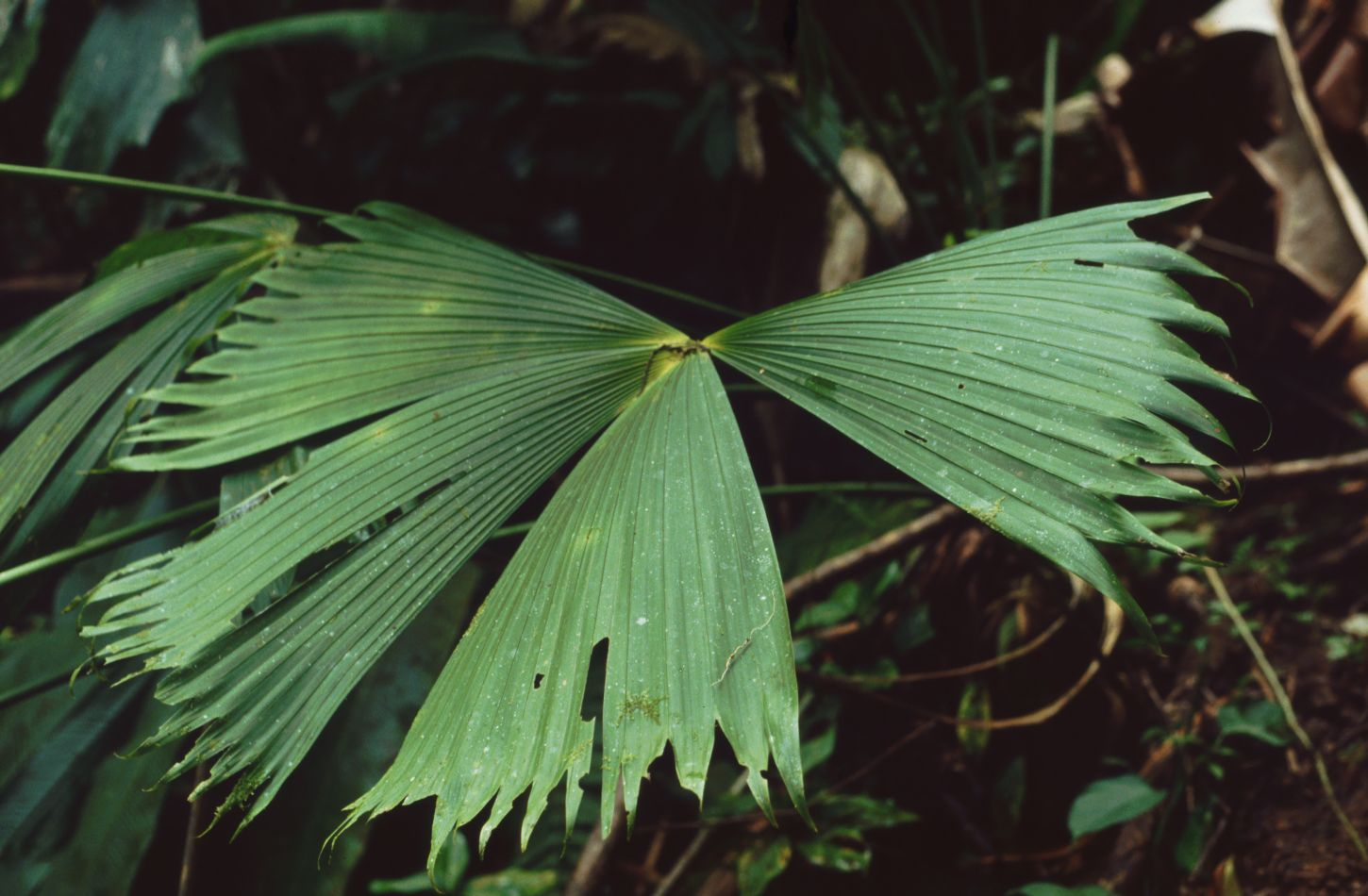
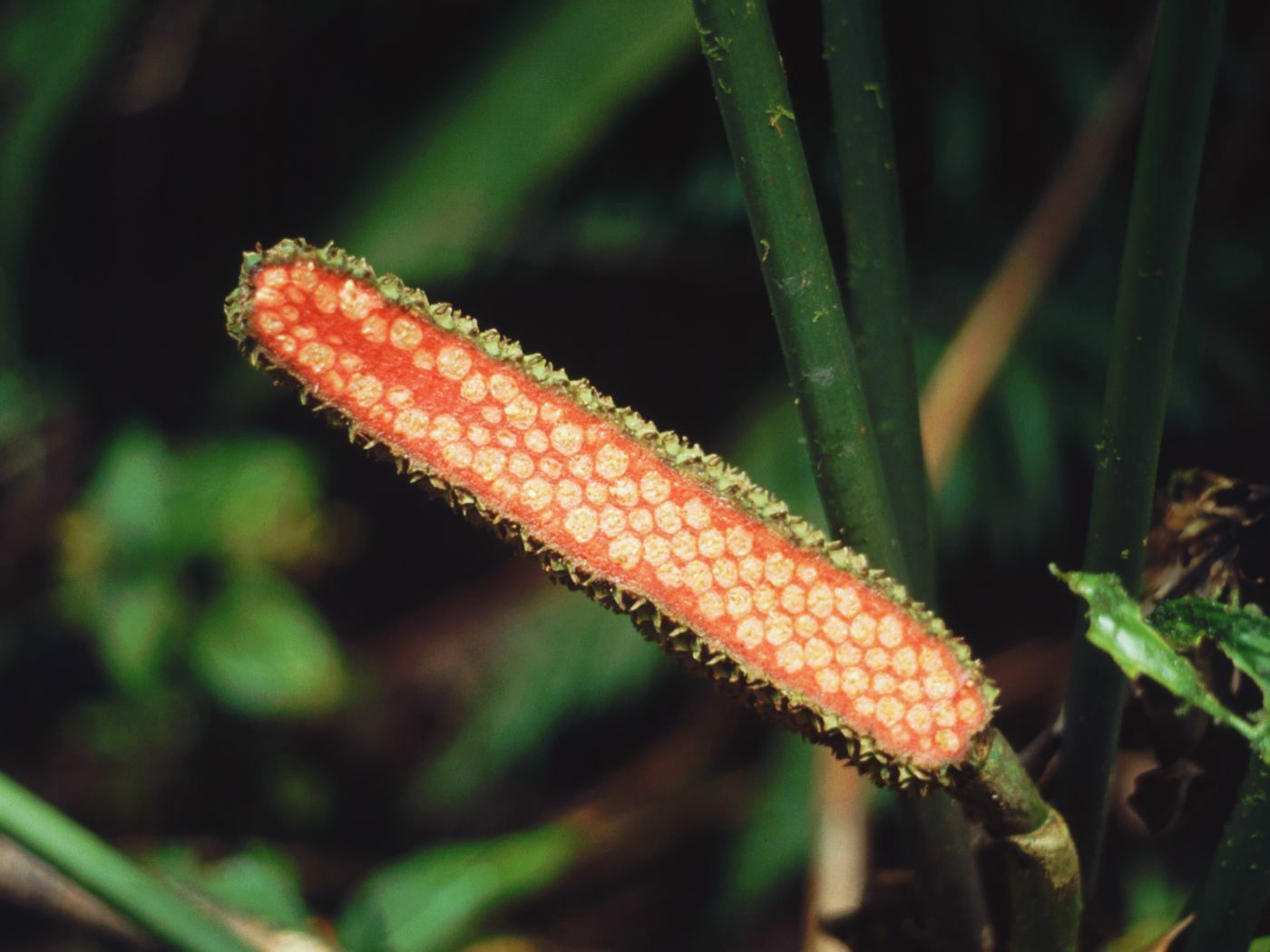